# GLib
GLib (Gimp Libray) és una biblioteca d'utilitats de propòsit general, proveeix estructures de dades de baix nivell i de subrutines que proporcionen suport per a assignar i alliberar memòria. S'encarrega d'interactuar amb el sistema operatiu amfitrió sense que el programador noti les diferències més significatives d'aquests. Forma el nucli del conjunt GTK i GNOME; ha estat d'utilitat a programari escrit en llenguatge C divers, fins i tot programari que no és per a interfícies gràfiques. Primordialment s'empra per a estructures de dades comunes, com ara llistes encadenades (GList), i funcions de conveniència (Convenience function), per a facilitar la portabilitat entre les diverses variants dels sistemes Unix diferents de Linux.